# Tochkivka
Tochkivka (en ukrainien: Тошківка) est une commune urbaine située en Ukraine dans le Donbass. Sa population était de 4 031 habitants en 2019.

## Géographie
La commune est à l'ouest de l'oblast de Louhansk dans le Raïon de Sievierodonetsk, à 22 km au nord-est de Popasna et 58 km au nord-ouest de Louhansk. 

## Histoire
Tochkivka est fondée en 1871 pour accueillir les ouvriers de la nouvelle mine de charbon. Elle obtient le statut de commune urbaine en 1938.
Le village est occupé par l'armée allemande de l'automne 1941 à l'automne 1943.
En 1968, on y trouvait deux mines de charbon. En 1989, il y avait 5 828 habitants, russophones pour la plupart.
Jusqu'au 7 octobre 2014, Tochkivka faisait partie du conseil municipal de Pervomaïsk, puis elle appartient administrativement au raïon de Popasna et depuis 2020 au Raïon de Sievierodonetsk.
En 2014, la localité est le théâtre d'affrontements jusqu'à l'été entre les forces autonomistes et les forces gouvernementales au cours de la guerre du Donbass.
La commune après quelques jours de combats d'artillerie est prise par les forces de la république populaire de Lougansk et ses soutiens russes le 25 mai 2022 au troisième mois de l'invasion de l'Ukraine par la Russie.